# Siphlonurus aestivalis
Siphlonurus aestivalis är en dagsländeart som först beskrevs av Eaton 1903.  Siphlonurus aestivalis ingår i släktet Siphlonurus, och familjen simdagsländor. Den blir 14-19 mm och kräver rent, syrerikt vatten. De fjäderformiga ändspröten gör den till en god simmare. Kan förekomma i relativt stort antal både i små skogssjöar och i bäckar. Arten är reproducerande i Sverige.